# Fortín de la Magdalena
El Fortín de la Magdalena (también conocido como Fortín de Doña Magdalena) es una antigua edificación militar y un lugar turístico ubicado en el Área metropolitana de Barcelona/Gran Barcelona,Venezuela, Lecheria. Fue construida por los españoles a mediados del año de 1799 para defender el Río Neverí y la sal de los Piratas, es considerado un lugar místico en el oriente venezolano, fue escenario de muchas batallas del siglo XVIII.
Existen muchas historias sobre el lugar, la más conocida cuenta que los españoles enterraron tesoros debajo del fortín para proteger y preservar su riqueza. Por este motivo se han realizado grandes excavaciones en busca de los supuestos tesoros pero ninguna tuvo éxito alguno, solo se encontraron armas bajo la arena y el fondo del mar.
Fue declarado Patrimonio histórico por la cámara municipal de Lechería en 2002 y en el 2010 fue restaurado completamente.

## Historia
Desde el siglo siglo XVI los españoles pensaban la posibilidad de construir un castillo en cerro salado (actual cerro de Venezuela) para así defender las entradas del río Neverí, luego de varios estudios, los españoles optaron por instalar el Fortín de la Magdalena a unos 38 metros sobre el nivel del mar en el Cerro, el Morro en la actual Lechería. Para ello, en 1794 contrataron a don Francisco Jacot y al Ingeniero Militar don Casimiro Isava Oliver, quienes iniciaron su construcción con un costo estimado de 2.593 pesos y seis reales. Ya para mediados de 1799, El Fortín de la Magdalena estaba totalmente construido y se transformó en el punto de control perfecto de la entrada y salida marítima de la ciudad de Barcelona.
Gracias a su ubicación estratégica se convirtió en un sitio muy codiciado y fue atacado varias veces por Piratas Ingleses, Escoceses y Franceses.
Durante la Guerra de Independencia de Venezuela, el líder militar, Simón Bolívar, ocupó temporalmente el fortín en el año 1817 para utilizarlo como centro de acopio para sus tropas y luchar contra los realistas antes de abandonarlo. El 14 de julio de 1819, el general Rafael Urdaneta, él y otros importantes jefes patriotas junto con la llamada Legión Biritánica viajaron desde la Isla de Margarita rumbo a Barcelona, donde llegaron sin mucho contratiempo el día 16 de julio. Una vez en El Morro, el 17 de julio, atacaron al General realista, Saint Just y sus soldados quienes se resguardaban en el fortín, después de disparar sus cañones por un tiempo, se rindieron en la tarde sin pensar que luego serían víctimas de una masacre perpetrada por los legionarios británicos, quienes en su primera actuación en tierra firme, tomaron a Pozuelos y saquearon a la ciudad de Barcelona.

## Arquitectura
El acceso principal esta enmarcado por una serie de aterrazados y un gran pórtico que lleva a un corredor el cual ejerce la función de eje ordenador, y dispone de 2 edificaciones a sus costados, sus techos están hechos de madera y tejas de arcilla de aleros típicos de la era colonial de Venezuela, empleando una gran terraza el cual permite visuales de hasta 180° aproximadamente estando enmarcado por un muro hecho de piedra o con revestimiento en piedra de rellenos y vacíos con un espesor aproximado de 50 metros de ancho.

## Turismo
Hoy en día es un monumento histórico de atractivo turístico y es visitado por locales y turistas gracias a la historia que guarda, cultura, leyendas y tradiciones, en el lugar se puede contemplar una gran vista hacia el mar.

## Galería

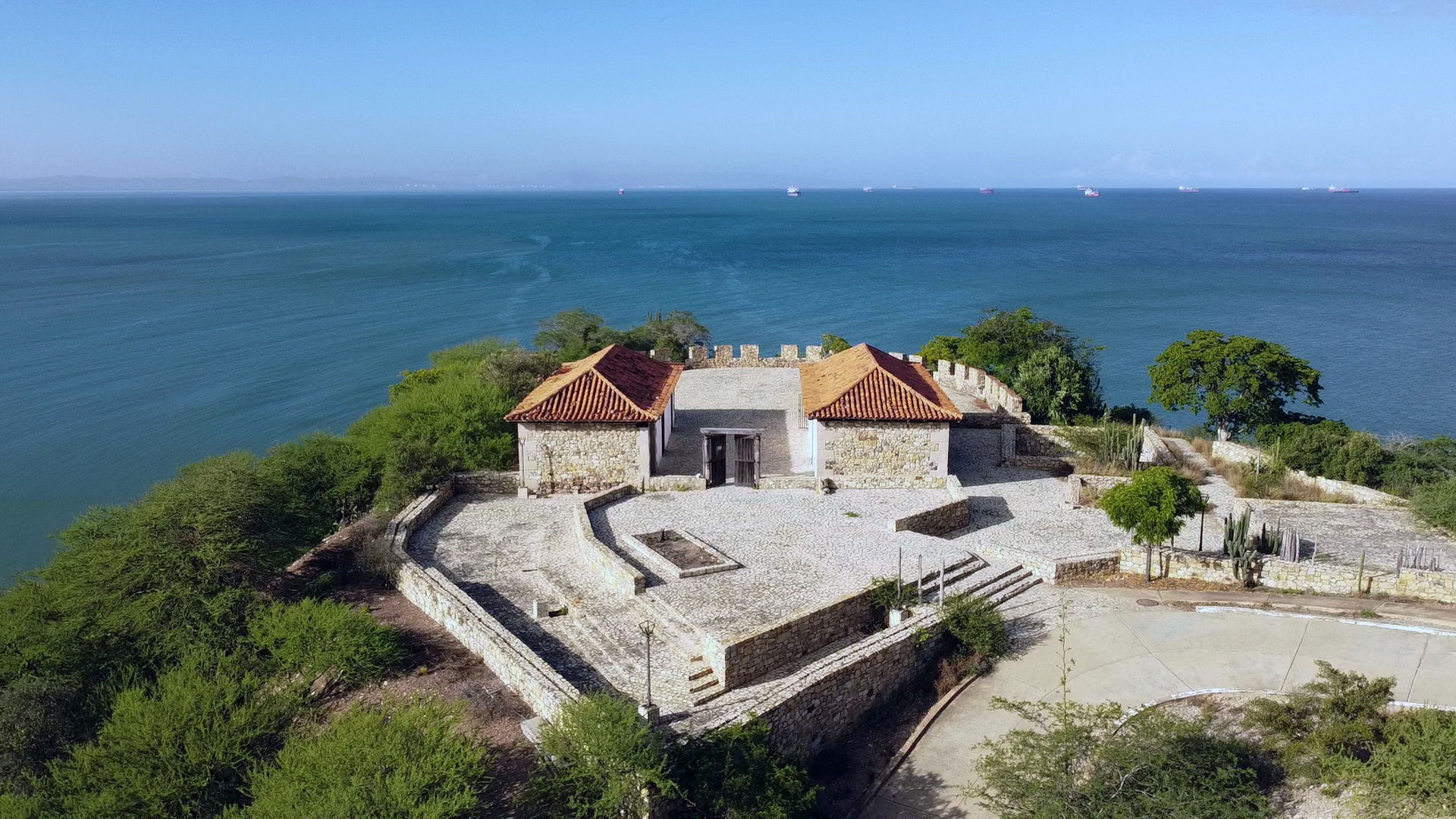
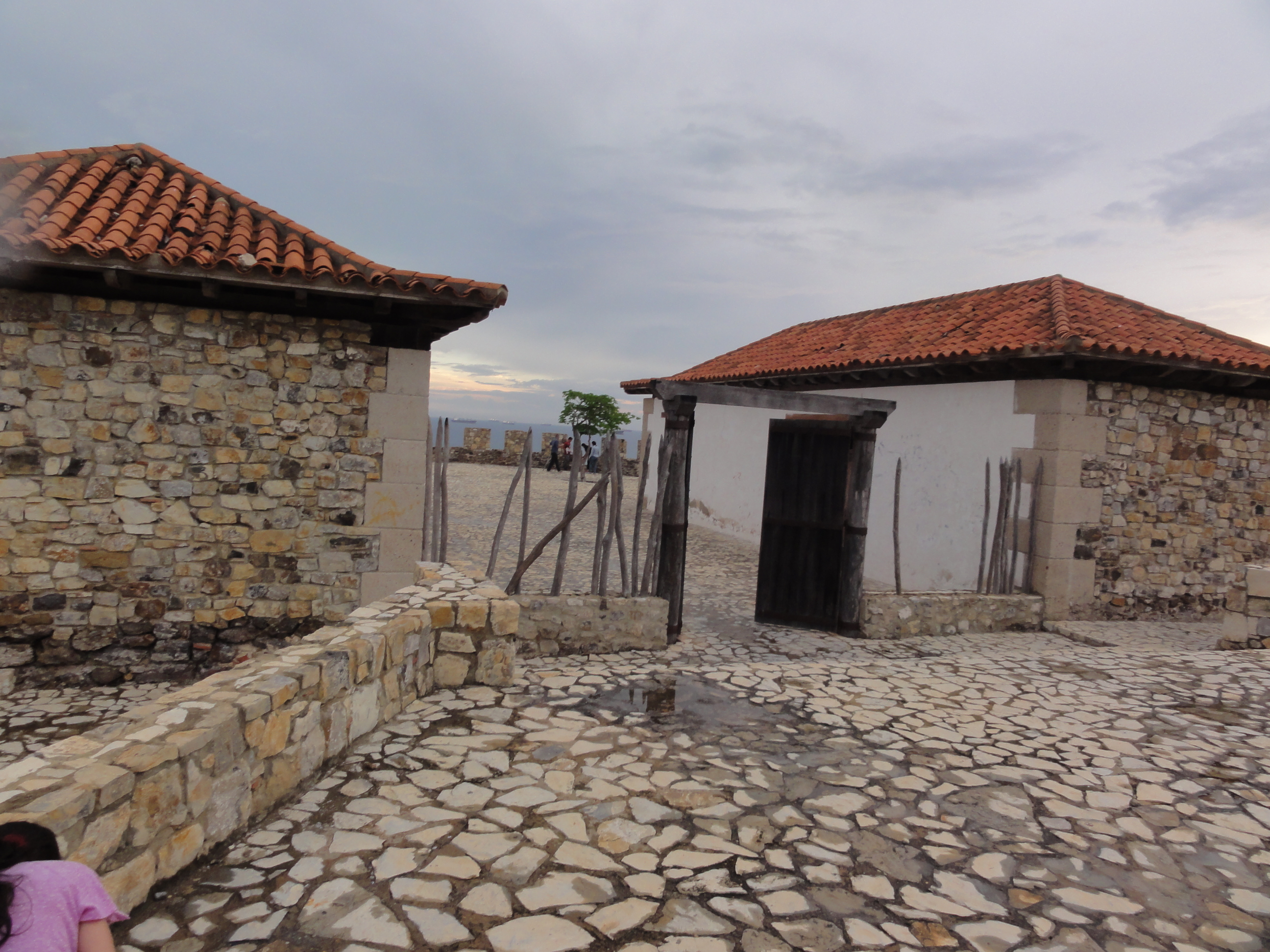
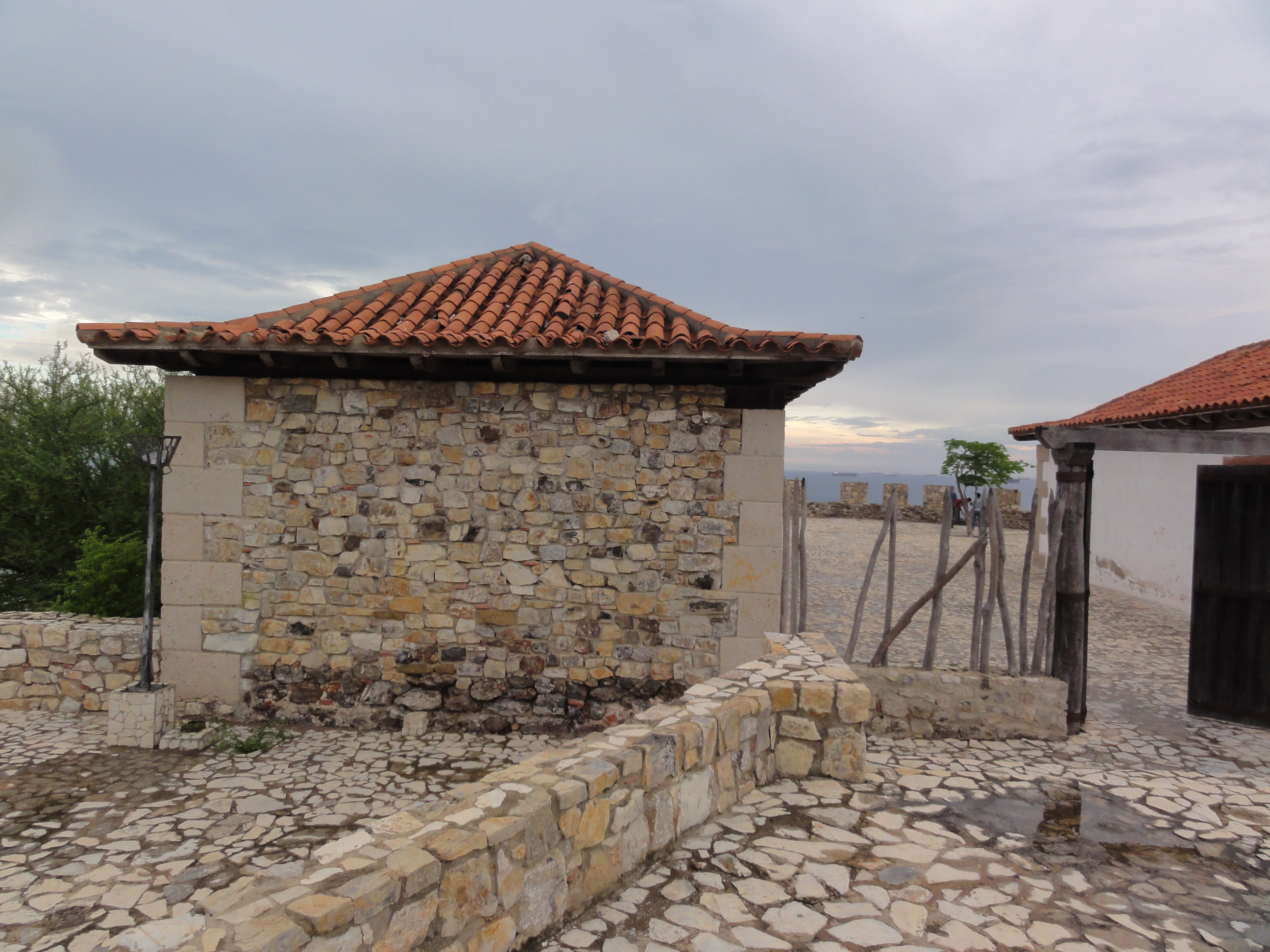
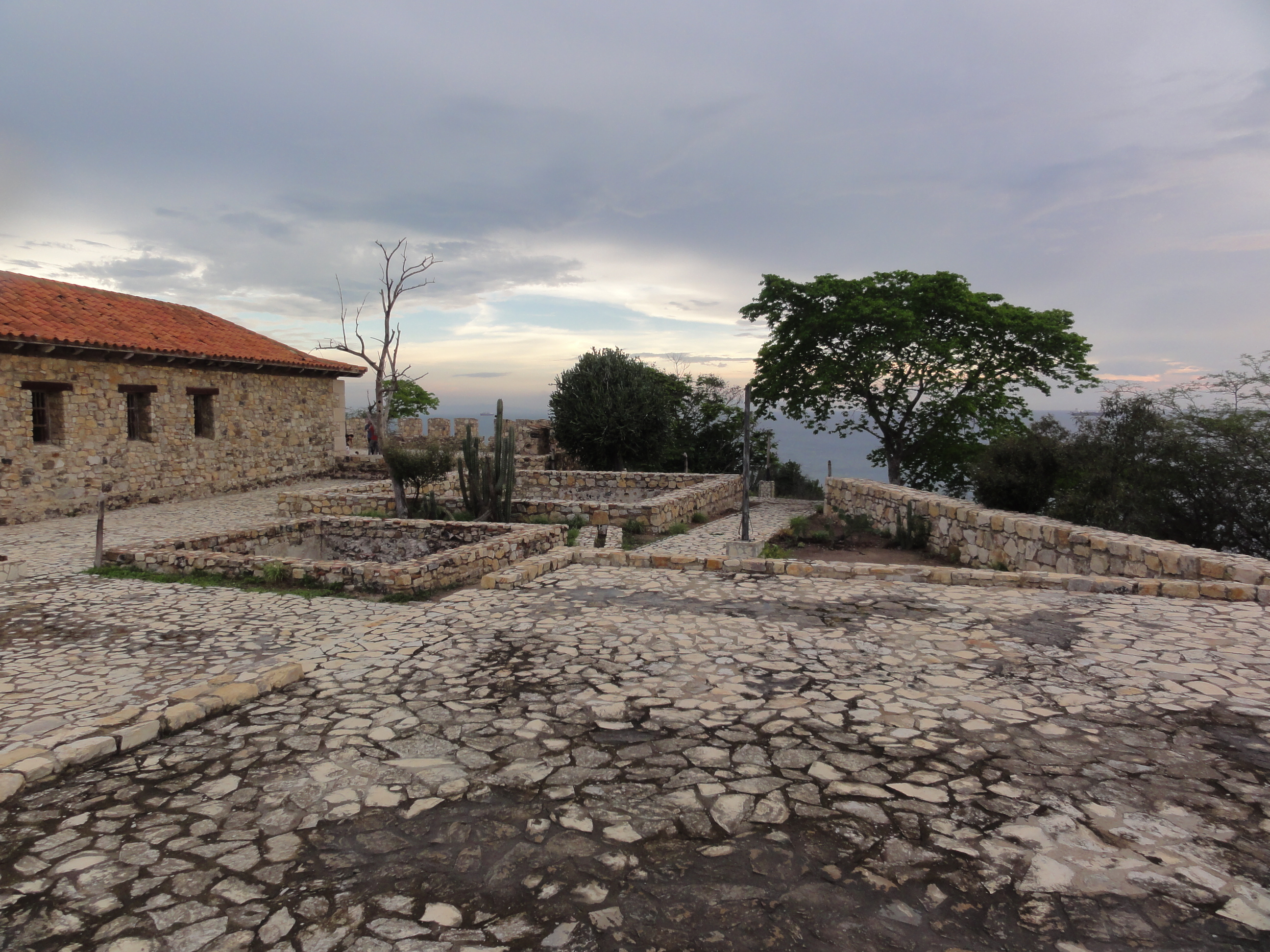
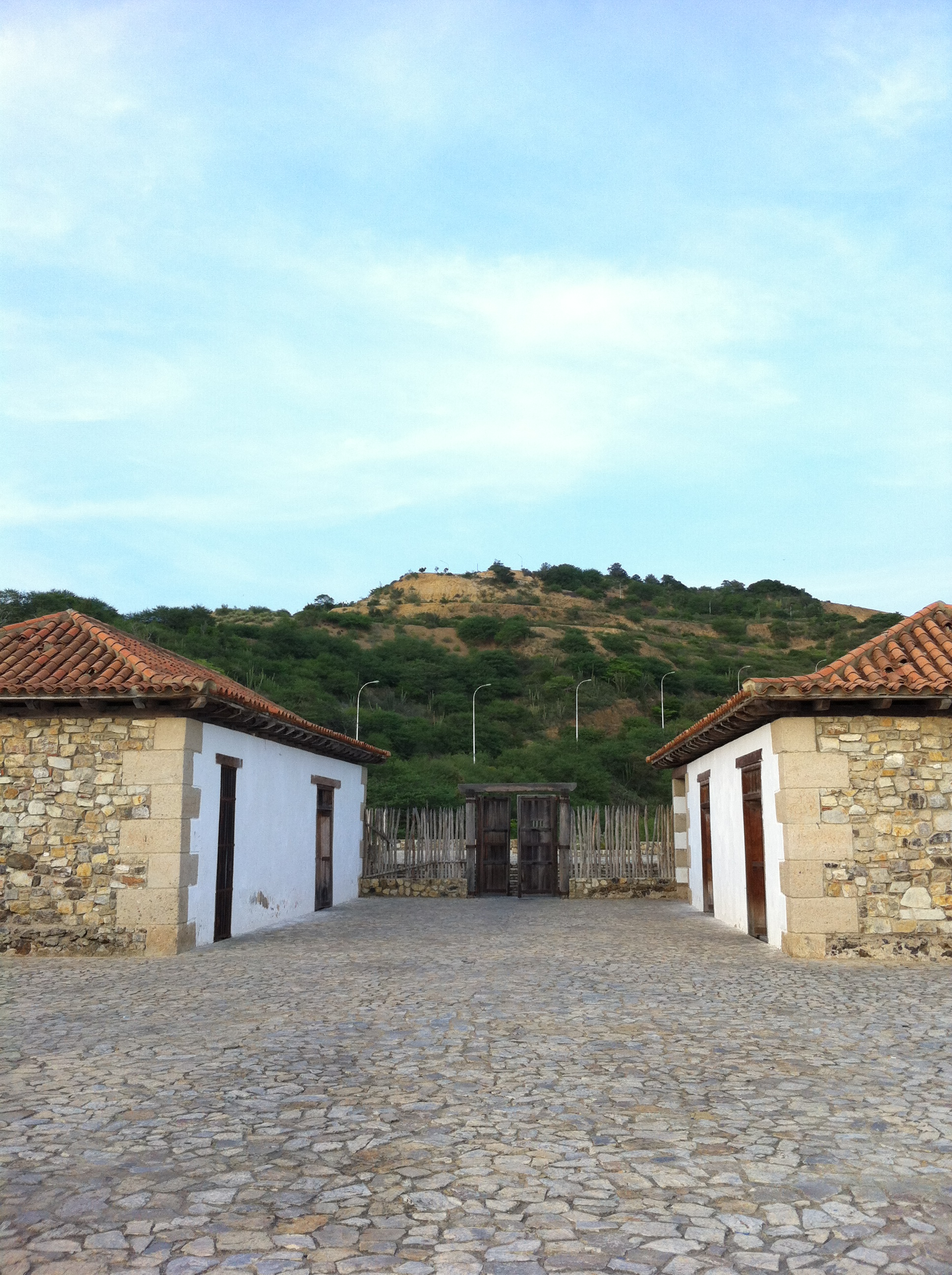
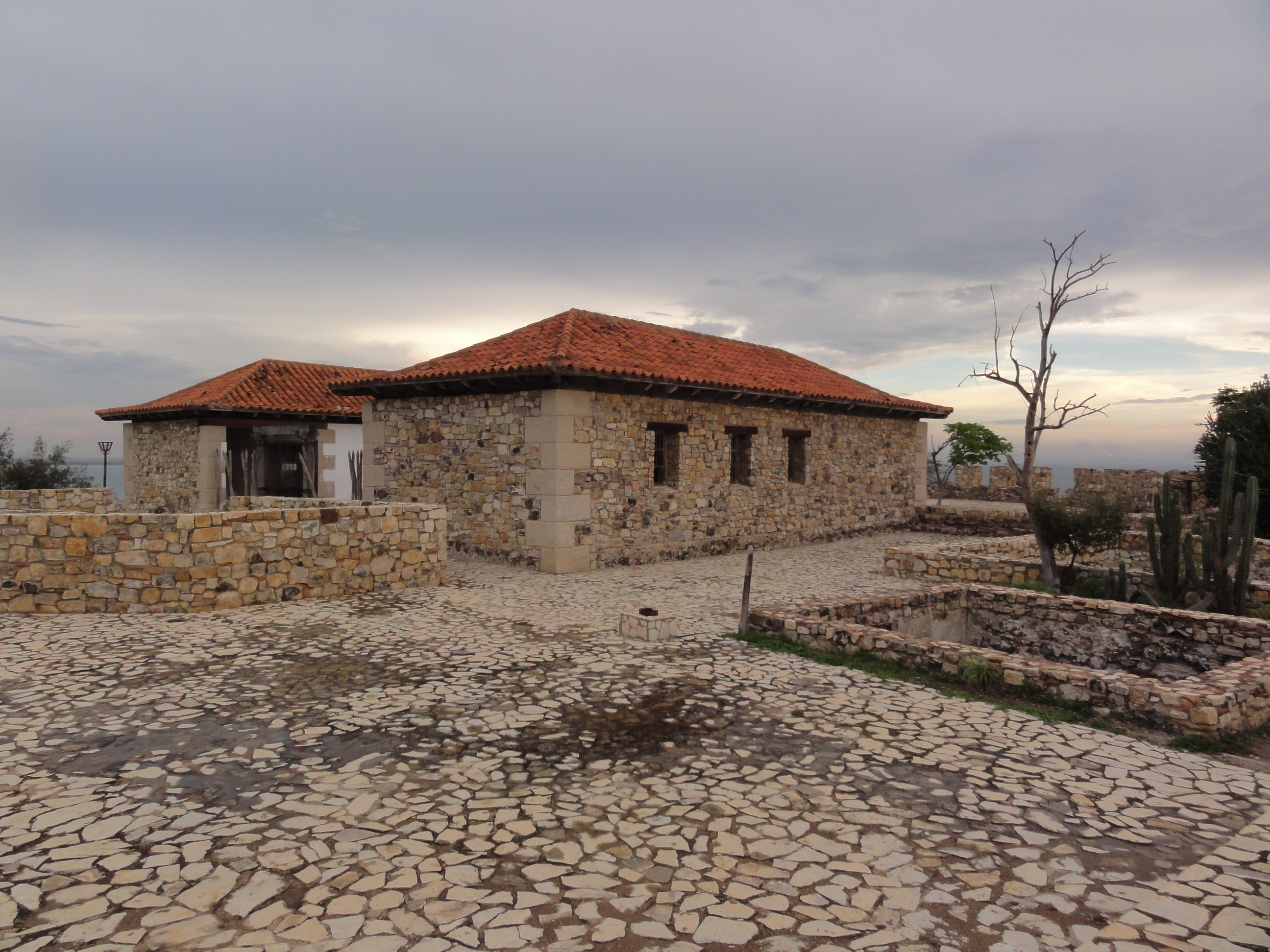
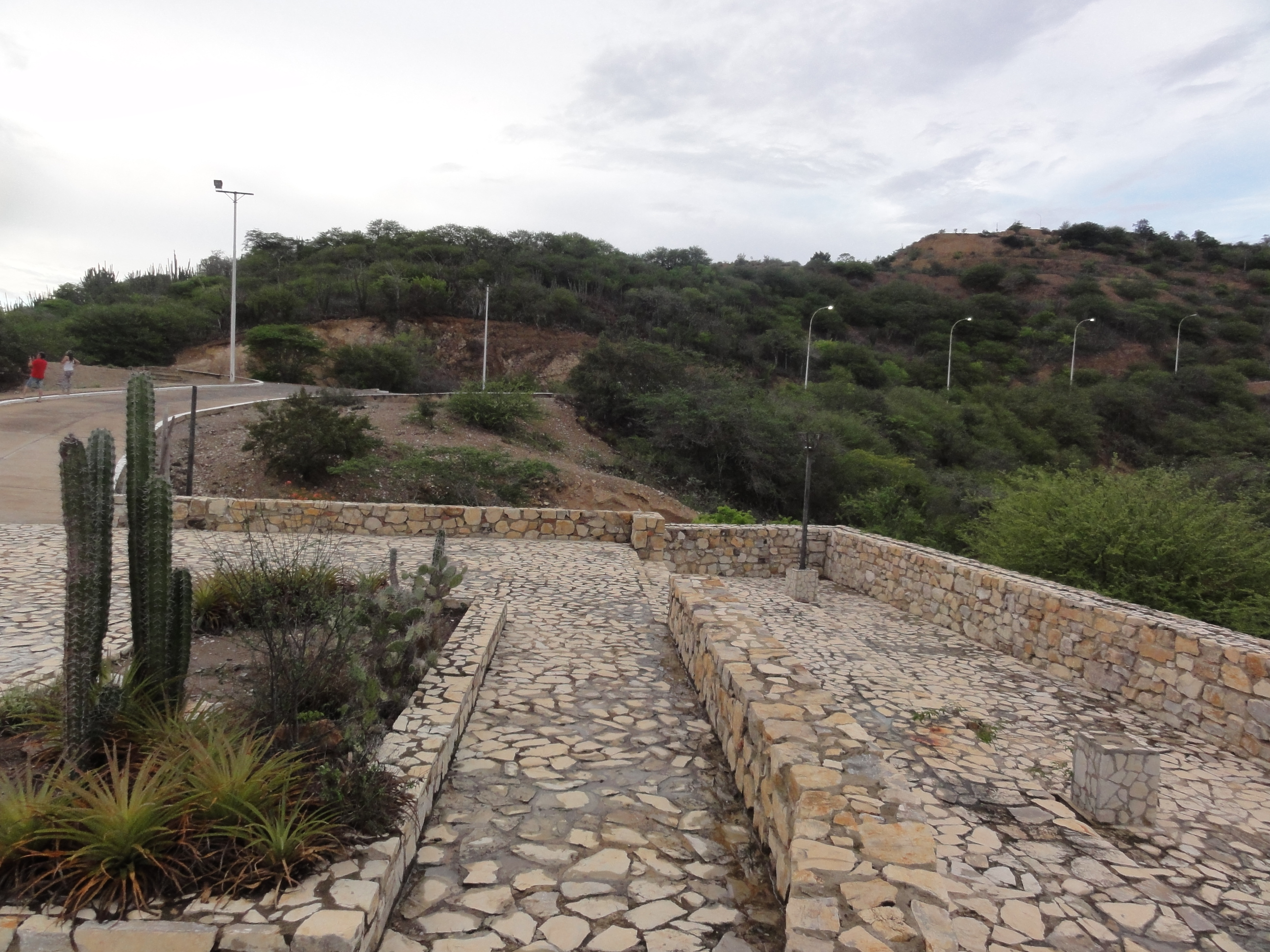
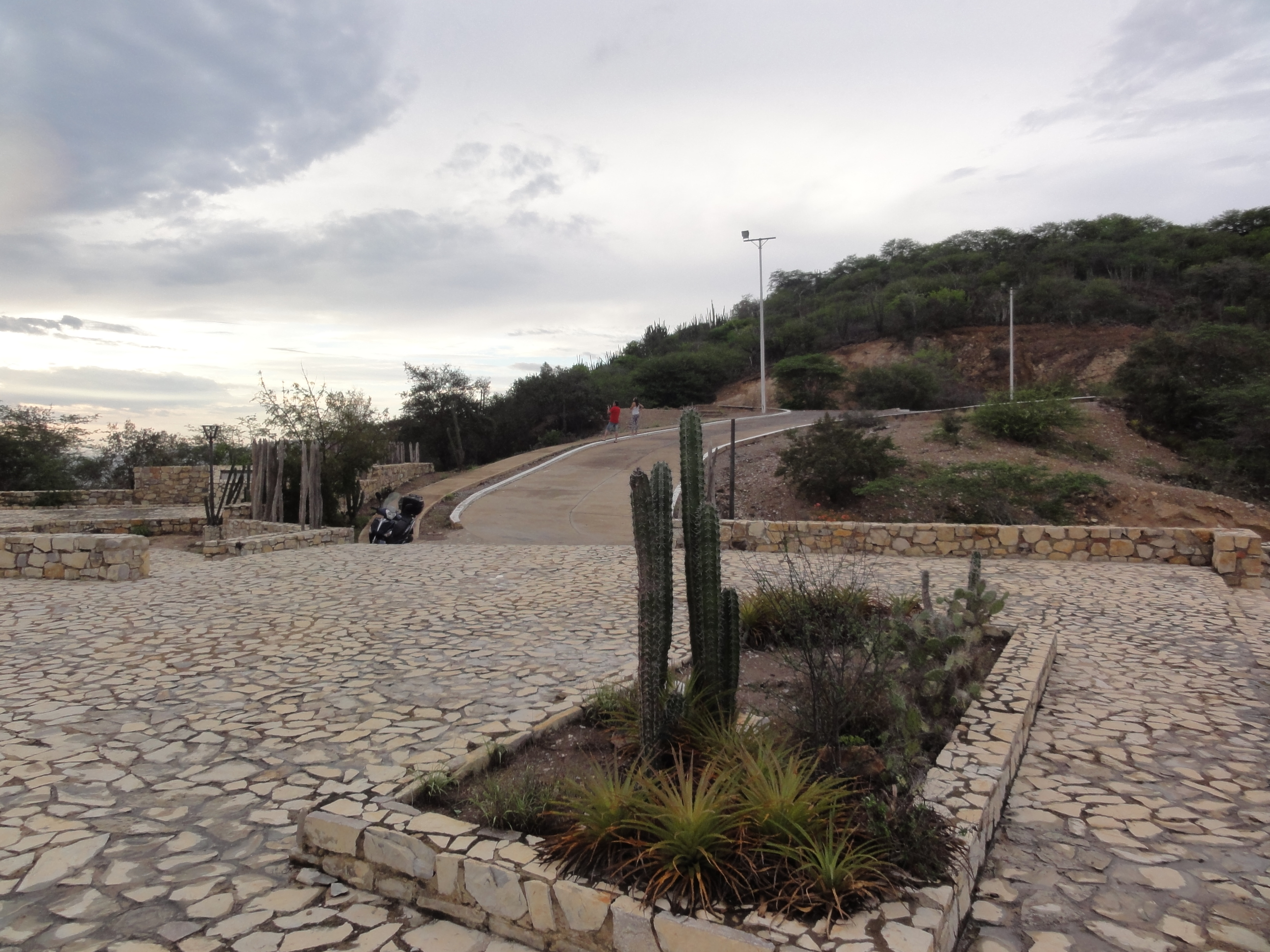
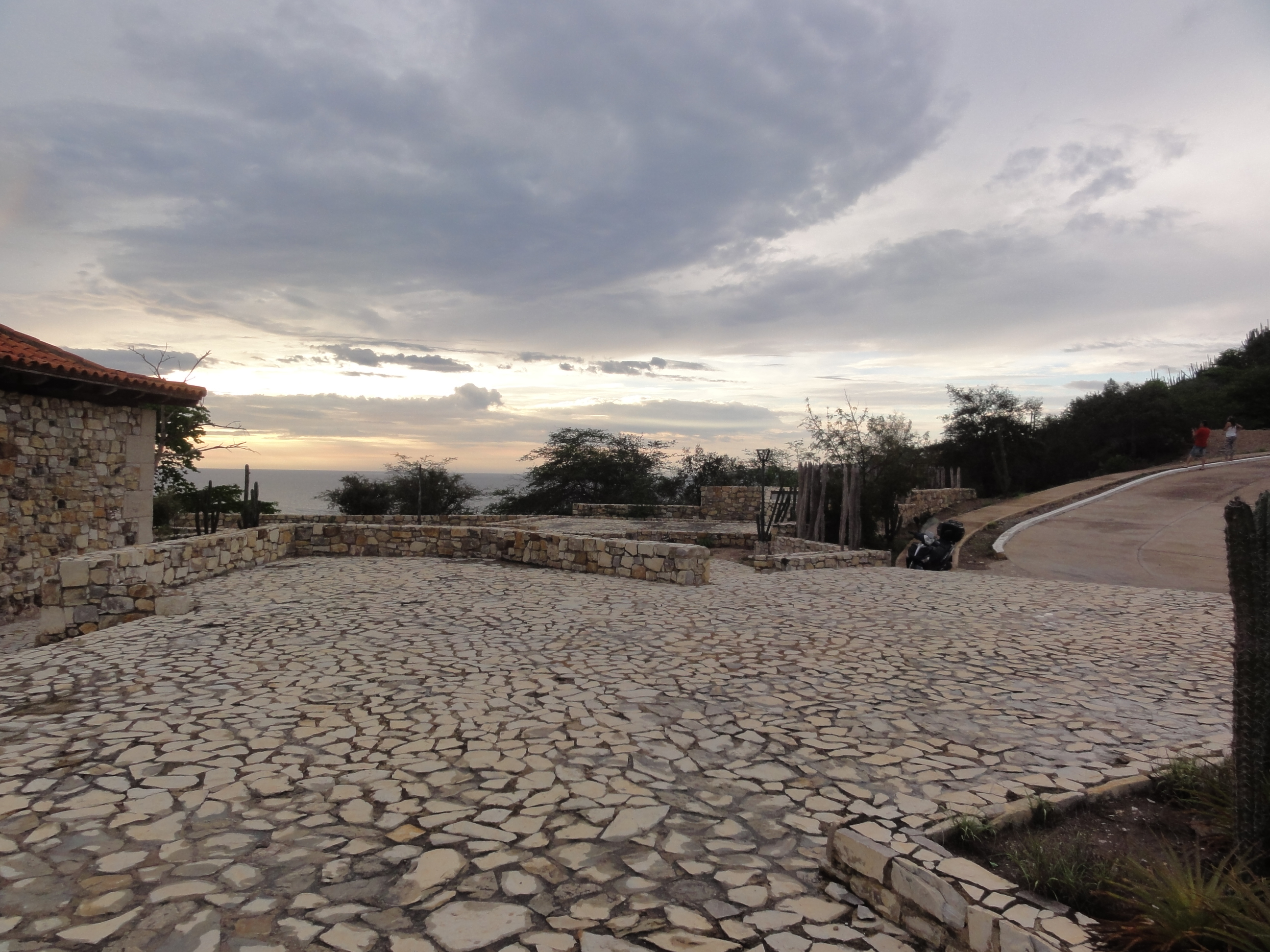